# Iwan Griffith
Iwan Arwel Griffith (Conwy, 26 augustus 1988) is een Welsh voetbalscheidsrechter. Hij werd vanaf 2017 opgenomen door FIFA en UEFA en fluit sindsdien internationale wedstrijden. Hij floot in 2015 één wedstrijd in de Úrvalsdeild en leidt ook wedstrijden in de UEFA Youth League.
Op 6 juli 2017 maakte Griffith zijn debuut in Europees verband tijdens een wedstrijd tussen NSÍ Runavík en Dinamo Minsk in de voorrondes van de UEFA Europa League. De wedstrijd eindigde op 0–2. In zijn Europese debuutwedstrijd gaf hij vier spelers de gele kaart en werd Artem Bykov van Dinamo Minsk al na zeven minuten van het veld gestuurd.
Zijn eerste interland floot hij op 5 juni 2018, toen Luxemburg met 1–0 won van Georgië.

## Interlands
| Datum       | Plaats               | Wedstrijd           | Uitslag | Competitie        | Kreeg geel | Kreeg voor de tweede keer geel en dus rood | Weggestuurd |
| ----------- | -------------------- | ------------------- | ------- | ----------------- | ---------- | ------------------------------------------ | ----------- |
| 5 juni 2018 | Luxemburg, Luxemburg | Luxemburg – Georgië | 1 – 0   | Vriendschappelijk | 1          | 0                                          | 0           |